# Katana Gégé Bukuru
Katana Gégé Bukuru, conocida como la "Dama de Hierro", (República Democrática del Congo, 31 de diciembre de 1963) es una activista congoleña que lucha por los derechos de la mujer. También es fundadora de la organización Solidarité des Femmes Activistes pour la Défense des Droits Humains (SOFAD).

## Biografía
Hija mayor de un jefe tradicional, estudió ciencias sociales y realizó investigaciones en el Centro de Formación e Investigación Cooperativa, la Asociación Ruandesa para la Promoción del Desarrollo Integral y el Instituto Panafricano para el Desarrollo. Ha colaborado con muchos movimientos por los derechos de las mujeres, como el grupo "Rien sans les femmes" ("Nada sin mujeres"), la Plataforma de Mujeres para el Acuerdo Marco de Paz o el Instituto para el Desarrollo y la Educación de Adultos en África y la Sinergia de las organizaciones de mujeres contra la violencia hacia las mujeres en Del sur Kivu.
Bukuru vive en Uvira, Kivu del Sur, donde fundó Solidarité des femmes activistes pour la défense des droits humains (SOFAD) en 2001. La organización reúne a más de 600 mujeres que luchan por los derechos sociales, económicos y políticos. SOFAD tiene como objetivo proteger a los activistas de derechos humanos y tiende a asegurar el respeto de los derechos garantizados en la Declaración Universal de los Derechos Humanos.  La asociación tiende a proporcionar ayuda y apoyo a las víctimas de agresiones sexuales y violencia, especialmente organizando talleres y capacitaciones para mujeres que van a convertirse en líderes en su campo.
La misión de SOFAD es capacitar y movilizar a las mujeres activistas, aumentar su participación en la protección y promoción de los derechos humanos y facilitar la rehabilitación de las víctimas de todas las formas de violencia. La organización también lucha contra la proliferación de armas en la región de los Grandes Lagos y en África Oriental. Su participación en esta lucha le ha valido el apoyo de Amnistía Internacional. La estructura trabaja por la formación de las mujeres y las anima a crear "células de paz" en su propio barrio, transmitiendo sus derechos y acogiendo a mujeres de la localidad.

## Premios
En 2017, Bukuru fue incluida en la lista de Protagonistas Barcelona Centre for International Affairs (CIDOB) de 2017. Al año siguiente, con motivo del Día Internacional de la Mujer de 2018, forma parte de la campaña de la UNESCO Francia: "El hecho de ser un hombre para tener una página de Wikipedia aumenta la conciencia de un mayor equilibrio de género en el espacio digital."
Por sus numerosos compromisos y batallas, ha recibido varios premios. Fue la primera mujer en recibir el premio Front Line Defenders. El premio fue creado para los defensores de los derechos humanos en situación de riesgo.
- Premio Front Line Defenders 2007
- Premio Per Anger, 2017
- Premio Soroptimista de la Paz, 2017